# Pausanias (geógrafo)
Pausanias (en griego: Παυσανίας) fue un viajero, geógrafo e historiador griego del siglo II después de Cristo (c. 110-180).
Su única obra conocida es la Descripción de Grecia (griego antiguo: Ἑλλάδος Περιήγησις, Hellados Perieguesis). Esta obra se considera una fuente de gran valor para el conocimiento de aspectos tan diversos de la Antigua Grecia como las costumbres religiosas, la mitología, la cultura popular y la historia política, e incluso ha sido usada como guía para trabajos arqueológicos.

## Biografía
Nació en torno al año 110. Se cree que era nativo de la región de Lidia, situada en Asia Menor, probablemente de Magnesia del Sípilo, que menciona varias veces en su obra. También se ha sugerido que su patria intelectual habría sido la cercana Esmirna, la ciudad más importante de la zona. Ciertamente estaba familiarizado con la costa occidental de Asia Menor, pero sus viajes se extendieron mucho más allá de los límites de Jonia. Antes de visitar Grecia, había estado en Antioquía, Joppe y Jerusalén, y en las orillas del río Jordán. Cabe señalar que fue el primero en dar nombre al mar Muerto. En Egipto, había visitado las pirámides. Al cruzar a Italia visitó algunas de las ciudades de Campania, así como Roma. 
Entre otros méritos, se le atribuye haber encontrado el lugar de la sepultura de Platón en la Academia que aquel fundó, en las afueras de Atenas; que ya tenía unos cinco siglos en la época de Pausanias.
Fue contemporáneo de los emperadores romanos Adriano, Antonino Pío y Marco Aurelio. Los datos cronológicos más tardíos que menciona en su obra son la invasión de Grecia por los costobocos, que tuvo lugar hacia el año 170; la campaña de Marco Aurelio contra los germanos y los sármatas, que ocurrió entre los años 167 y 176 y la indicación de que habían pasado 217 años desde la restauración de Corinto, lo que da una fecha del año 173.

## Sobre su obra
La Descripción de Grecia se divide en diez libros, dedicados a las siguientes regiones:
- Libro I: El Ática y Megara
- Libro II: Corinto, la Argólida, así como Egina y las islas de alrededor
- Libro III: Lacedemonia
- Libro IV: Mesenia
- Libro V: Élide y Olimpia
- Libro VI: Élide (segunda parte)
- Libro VII: Acaya
- Libro VIII: Arcadia
- Libro IX: Beocia
- Libro X: La Fócide y la Lócride

Estas áreas se corresponden con la provincia romana de Acaya (aunque dicha provincia incluía también la región de Etolia), si bien el autor agrega informaciones que muestran que conocía personalmente otras zonas geográficas del mundo griego, como Asia Menor, la Magna Grecia, Macedonia, Tracia, Tesalia, Acarnania, Etolia y las islas del Egeo.
La obra no es simplemente topográfica; es una geografía cultural. Pausanias no solo describe los objetos arquitectónicos y artísticos, sino que revisa los fundamentos mitológicos e históricos de la sociedad que los produjo. Como escritor griego bajo el imperio romano, se encontraba en un espacio cultural incómodo, entre las glorias del pasado griego que estaba tan ansioso por describir, y las realidades de una Grecia gobernada por Roma. Es perfectamente franco en sus confesiones de ignorancia; y cuando cita un libro de segunda mano, se esfuerza en decirlo.
Pausanias tiene instintos de anticuario. Como ha dicho su editor moderno Christian Habicht:
"En general, prefiere lo viejo a lo nuevo, lo sagrado a lo profano; Hay mucho más sobre el arte griego clásico que sobre el contemporáneo, más sobre templos, altares e imágenes de los dioses, que sobre edificios públicos y estatuas de políticos. Algunas estructuras magníficas y dominantes, como la Stoa de Atalo en el Ágora de Atenas (reconstruida por Homer Thompson) o el Ninfeo de Herodes Ático en Olimpia, ni siquiera se mencionan". 
Andrew Stewart evalúa a Pausanias como:
"Un escritor cuidadoso, peatonal ... interesado no solo en lo grandioso o lo exquisito, sino en vistas inusuales y rituales oscuros. Ocasionalmente es descuidado o hace inferencias injustificadas, y sus guías o incluso sus propias notas a veces lo engañan, sin embargo, su honestidad es incuestionable y su valor sin par". 
Probablemente su obra tuvo poca difusión en su época, dado que no dejó huellas en otros autores griegos contemporáneos, con excepción de una cita de Eliano (Historias curiosas XII,61) que ha sido considerada por algunos como una interpolación tardía. Sin embargo, sí hay constancia de que algunos autores griegos muy posteriores utilizaron su obra, como Esteban de Bizancio, Aretas de Cesarea, Máximo Planudes y Nicéforo Grégoras. También aparecen citas de ella en la enciclopedia de la Suda.
Los únicos manuscritos conocidos de Pausanias son tres copias del siglo XV, llenas de errores y lagunas, que parecen depender de un solo manuscrito que sobrevivió para ser copiado. Niccolò de' Niccoli lo tuvo en su poder, en Florencia, hacia 1418. A la muerte de Niccoli en 1437, Cosme de Médici lo compró junto al resto de sus manuscritos, y pasó a la biblioteca del actual Museo Nacional de San Marcos, en Florencia; pero desapareció de allí después de 1500.
Cuando a partir del siglo XVIII los viajeros europeos, sobre todo británicos y alemanes, comenzaron a viajar a Grecia y a redescubrir esta civilización, llevaban como guía la obra de Pausanias, lo que ayudó a la identificación de los grandes yacimientos arqueológicos griegos.